# Kim Possible – A nagy dráma
A Kim Possible: A nagy dráma (Kim Possible: So the Drama/ Kim Possible Movie: So the Drama) 2005-ös tévéfilm, amely a Disney Channel népszerű Kim Possible (Kis Tini Hős) című rajzfilmsorozatán alapul.  
Amerikában 2005. április 8-án mutatták be. 2006-ban jelent meg DVD VHS TV-n és streamingen.

## Cselekmény
Kim ősellenségei, Dr. Drakken és asszisztense, Shego, újabb gonosz tervet eszeltek ki a világ meghódítására. Ezúttal robotokat fejlesztettek ki. Eközben Kim és legjobb barátja, Ron Stoppable vitába kezdenek. A bajt csak tetézi, hogy Drakken elrabolta Kim apját, Dr. James Possible-t, végül pedig megszállta a világot gonosz robot-hadseregével. A lánynak most ki kell eszelnie egy tervet, hogyan szerezze vissza Ron-t és győzze le Drakkent, Shegót és a robotokat.